# Salies-de-Béarn
Salies-de-Béarn er en commune i Pyrénées-Atlantiques départementet i det sydvestlige Frankrig.
Navnet kommer fra det naturlige saltvand. Under den tyske besættelse af Frankrig, lå Salies på grænsen mellem det besatte område og frizonen.
Under Tour de France 2010, var Salies startby for den 190 km lange 18. etape med mål i Bordeaux.